# Begge d'Andenne
Sainte Begge ou Begga, morte le 17 décembre 693, est l'épouse d'Ansegisel, la mère de Pépin le Jeune, duc et maire d'Austrasie, fondateur de la dynastie carolingienne, et la fondatrice de l'abbaye d'Andenne en région wallonne. 
Elle est patronne de la ville d'Andenne, et fêtée le 17 décembre (date de son décès) et le 7 juillet (translation de ses reliques).

## Biographie
Begge est une fille de Pépin Ier l'Ancien et de Itte Idoberge et par conséquent sœur de sainte Gertrude, première abbesse de l'Abbaye de Nivelles, et de Grimoald, maire du palais d'Austrasie.
Elle épouse vers 643 ou 644 Ansegisel, fils de saint Arnulf, évêque de Metz depuis 613, et de Dode. Les jeunes époux ont donné naissance :
- de manière certaine à Pépin le Jeune (v. 645-714), duc et maire des palais d'Austrasie, princeps ;
- hypothétiquement à Grimo, abbé de Corbie et archevêque de Rouen de 690 à 748, selon dom Jean Laporte[4]. Cette hypothèse part du principe que les évêques qui se succèdent dans un même diocèse durant le haut Moyen Âge sont souvent apparentés. Or Griffo est précédé d'un Ansbert, parent probable de Dode, son second successeur est saint Hugues petit-fils de Pépin le Jeune. Cela place Grimo comme un parent des Arnulfinges. En rapprochant le nom de Grimo à celui de Grimoald, on le place comme parent des Pépinides. Chronologiquement, il ne peut alors qu'être fils d'Ansegisel et de Begge. Mais ses conclusions ne sont pas toujours acceptées, et Jean Laporte semble confondre Griffo (ou Grippho, archevêque de 695 à 713) avec Grimo, archevêque de 744 à 748[5] ;
- hypothétiquement à Clotilde Dode, épouse du roi Thierry III, selon Maurice Chaume[6]. Cette hypothèse s'appuie sur la présence de prénoms mérovingiens au sein de la famille de Caribert de Laon et considère Bertrade de Prüm comme une fille de Thierry III et de Clotilde Dode. Puis il constate que Pépin le Bref et son épouse Bertrade, fille de Caribert, possédaient en commun deux propriétés à Rommersheim et à Rheinbach et tenaient chacun leur moitié de leur père, ce qui suppose un ancêtre commun proche. Une chronique tardive, celle d'Adémar de Chabannes, au XIe siècle, donne le roi Clotaire IV, fils probable de Thierry III et de Dode, comme cousin de Charles Martel. Enfin, le nom de Clotilde Dode est rapproché de celui de sainte Dode, l'épouse de saint Arnulf et la mère d'Anségisel[7].

Deux autres enfants ont été attribués à Ansegisel et à Begge, mais ces propositions sont depuis abandonnées :
- Martin († 690), comte qui se bat en 690 contre Ébroïn aux côtés de Pépin le Jeune[8]. Cette hypothèse se fonde sur l’Hagiolum Viennense, datant de 1040, qui mentionne Pipinus, Ansegelli filius, et Martinus frater eius (=« Pépin, fils d'Ansegisel, et Martin, son frère »). Mais cette mention est maintenant considérée comme une mauvaise interprétation d'un passage du Liber Historiae Francorum, qui ne permet pas de préciser le lien de parenté entre Pépin et Martin, ni même s'il y a un lien de parenté[9] ;
- Sainte Landrada, fondatrice de l'abbaye de Munsterbilzen, dont une biographie tardive indique qu'elle descendait de Pépin et d'Arnulf († 690). Chronologiquement, elle ne pourrait être que fille d'Ansegisel et de Begge, mais la biographie insiste sur sa qualité de fille unique[9].

La Vita Beggae, rédigée au XIe siècle raconte qu'Ansegisel est assassiné à Chèvremont (près de Liège) par un noble austrasien du nom de Godin ou Gundoen qu'il aurait auparavant élevé comme son fils. La date de cet évènement n'est pas mentionnée, mais elle est postérieure à 648 (un acte des abbayes de Stavelot et Malmédy le mentionne comme vivant) et antérieure à 691 (quand Begge, veuve, se retire à Andennes), 680 (Pépin le Jeune est déjà l'un des principaux chefs austrasiens) ou 669 (si l'on identifie le meurtrier à un Gundoen qui devient alors duc en Austrasie). Ce Gundoen pourrait être apparenté à Otton, maire du palais d'Austrasie, prédécesseur et ennemi de Grimoald. Christian Settipani voit ce meurtre comme une vengeance de la famille d'Otton en réponse au meurtre d'Otton en 643, vengeance rendue possible par la mort de Childebert III l'Adopté en 662.
Devenue veuve, Begge décida de consacrer une partie de sa fortune au service de Dieu. Elle se rend à l'abbaye de Nivelles, fondée par sa mère. En 691, avec l'autorisation de l'abbesse Agnès, elle convainc alors plusieurs nonnes de la suivre lesquelles bâtissent ensemble le monastère à Andenne, actuellement dans la province de Namur en Belgique, à son époque dans le comté de Namur. Elle y aurait fait suivre la règle de saint Colomban, agrémentée un peu plus tard de celle de saint Benoît. Elle meurt deux ans après la fondation, le 17 décembre 693.
Beaucoup attribuent à sainte Begge l'institution des béguines, très nombreuses à Malines, à Gand et ailleurs dans le Brabant, le comté de Flandre et quelques provinces voisines des Pays-Bas. Mais Gilles d'Orval et d'autres historiens voient les béguines instituées par Lambert le Bègue un prêtre de la principauté épiscopale de Liège, vers 1170.

## Vie religieuse

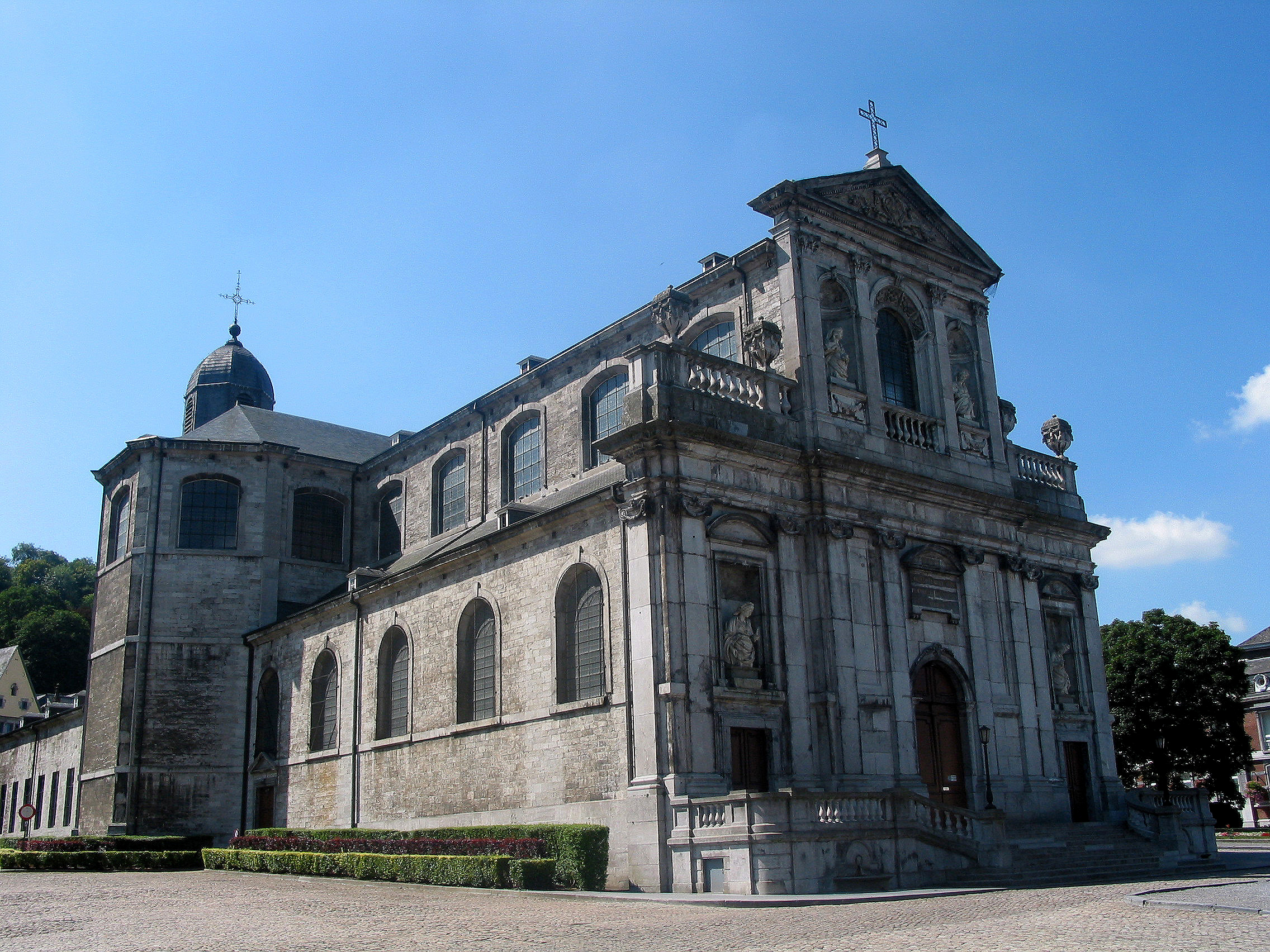
Collégiale Sainte-Begge à Andenne.

### La fondation du monastère d'Andenne
Pendant un pèlerinage à Rome, elle aurait promis au pape Adéodat II de faire bâtir sur un de ses domaines un monastère de religieuses et d'y élever sept chapelles en mémoire des sept basiliques principales de la Ville éternelle. Mais quel endroit choisir ?
Le ciel ne tarda pas à les désigner. Un jour, un serviteur de sa villa de Seilles (près d'Andenne) qui battait les fourrés à la recherche d'une truie égarée, entendit une voix étrange lui ordonner : « C'est ici que doit se réaliser le vœu de Begge ! ». Le troisième jour de ses recherches, il dénicha enfin la truie en compagnie de sept porcelets. Un peu plus tard, Pépin de Herstal découvrit une poule sauvage suivie de sept poussins et la meute qui l'accompagnait ce jour-là à la chasse refusa d'y toucher ! Les simples y virent le doigt de Dieu et ce fut donc là, en face des collines de Seilles, sur la rive droite de la Meuse, que  Begge construisit son monastère. Les sept chapelles subsistèrent jusqu'au milieu du XVIIIe siècle. Elles furent démolies pour être remplacées par la collégiale Sainte-Begge, édifice néo-classique que nous connaissons aujourd'hui.

### Culte de sainte Begge

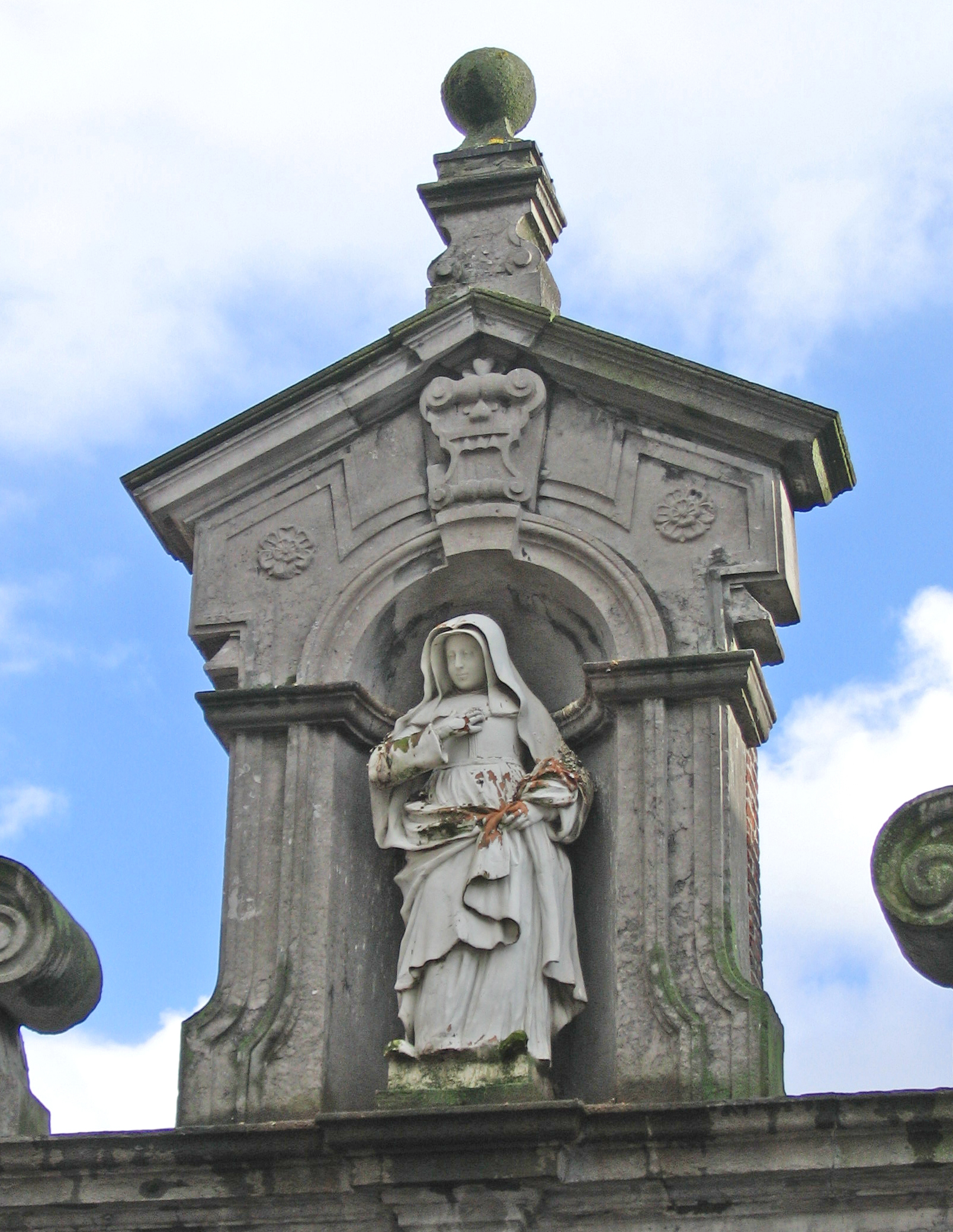
Statue de sainte Begge au dessus du portail d'entrée du béguinage de Lierre, province d'Anvers.

Initialement, la sépulture de sainte Begge était déposée dans la chapelle Saint-Pierre. Puis elle fut installée vers la fin du XIe siècle ou le  début  du XIIe dans l’église collégiale qui était au préalable la chapelle Sainte-Marie-Majeure, tandis  que la chapelle Saint-Pierre se voyait gratifiée d'un  cénotaphe  marquant le  lieu de dépôt et de vénération originel. L'actuelle chapelle Sainte-Begge  avec la  niche  qui abrite la  tombe  se  trouve  exactement à l’emplacement de l’ancienne chapelle Saint-Pierre.     
C'est donc dans l'église que se trouve le tombeau de sainte Begge surmontée d'une dalle en marbre noir que soutiennent cinq colonnettes, c'est la "table de sainte Begge" à laquelle on attribuait des propriétés surnaturelles.

Chaque vendredi, après la messe de sept heures et demie, des mères y amenaient leurs enfants, quand elles les trouvaient chétifs, et les faisaient glisser entre la "table" et le soubassement (intervalle de 37 cm), autour du pilier central. L'opération se répétait trois fois, soit 27 passages pour la durée d'une neuvaine. Les fidèles se présentaient en foule le jour de la translation des reliques (7 juillet), ainsi que le 17 décembre.
En raison de son nom, sainte Begge a aussi la réputation de guérir du bégaiement.
Aujourd'hui, même si la prière des fidèles en faveur de ses capacités thaumaturgiques a sans doute diminué, une procession annuelle a toujours lieu, depuis 1968 le deuxième dimanche de septembre (initialement le dimanche suivant le 7 juillet), avec la châsse et un buste-reliquaire.

## Généalogie
|                                |                                |                                |                                |                                |                                |  |  |                                        |                                        |                                        |                                        |                                        |                                        |  |  |                           |                           |                           |                           |                           |                           |               |               |                                            |                                            |                                            |                                            |                                            |                                            |  |  |                                                 |                                                 |                                                 |                                                 |                                                 |                                                 |                                           |                                           |                                           |                                           |                                        |                                        |                                            |                                            |                                            |                                            |                                            |                                            |  |  |  |  |  |  |  |  |  |  |  |  |  |  |  |  |
| Arnulf († 640) évêque de Metz  | Arnulf († 640) évêque de Metz  | Arnulf († 640) évêque de Metz  | Arnulf († 640) évêque de Metz  | Arnulf († 640) évêque de Metz  | Arnulf († 640) évêque de Metz  |  |  | Dode                                   | Dode                                   | Dode                                   | Dode                                   | Dode                                   | Dode                                   |  |  |                           |                           |                           |                           |                           |                           |               |               |                                            |                                            |                                            |                                            |                                            |                                            |  |  | Pépin l'Ancien († 640) maire du palais          | Pépin l'Ancien († 640) maire du palais          | Pépin l'Ancien († 640) maire du palais          | Pépin l'Ancien († 640) maire du palais          | Pépin l'Ancien († 640) maire du palais          | Pépin l'Ancien († 640) maire du palais          |                                           |                                           | Itte Idoberge († 652) abbesse Nivelles    | Itte Idoberge († 652) abbesse Nivelles    | Itte Idoberge († 652) abbesse Nivelles | Itte Idoberge († 652) abbesse Nivelles | Itte Idoberge († 652) abbesse Nivelles     | Itte Idoberge († 652) abbesse Nivelles     |                                            |                                            |                                            |                                            |  |  |  |  |  |  |  |  |  |  |  |  |  |  |  |  |
| Arnulf († 640) évêque de Metz  | Arnulf († 640) évêque de Metz  | Arnulf († 640) évêque de Metz  | Arnulf († 640) évêque de Metz  | Arnulf († 640) évêque de Metz  | Arnulf († 640) évêque de Metz  |  |  | Dode                                   | Dode                                   | Dode                                   | Dode                                   | Dode                                   | Dode                                   |  |  |                           |                           |                           |                           |                           |                           |               |               |                                            |                                            |                                            |                                            |                                            |                                            |  |  | Pépin l'Ancien († 640) maire du palais          | Pépin l'Ancien († 640) maire du palais          | Pépin l'Ancien († 640) maire du palais          | Pépin l'Ancien († 640) maire du palais          | Pépin l'Ancien († 640) maire du palais          | Pépin l'Ancien († 640) maire du palais          |                                           |                                           | Itte Idoberge († 652) abbesse Nivelles    | Itte Idoberge († 652) abbesse Nivelles    | Itte Idoberge († 652) abbesse Nivelles | Itte Idoberge († 652) abbesse Nivelles | Itte Idoberge († 652) abbesse Nivelles     | Itte Idoberge († 652) abbesse Nivelles     |                                            |                                            |                                            |                                            |  |  |  |  |  |  |  |  |  |  |  |  |  |  |  |  |
|                                |                                |                                |                                |                                |                                |  |  |                                        |                                        |                                        |                                        |                                        |                                        |  |  |                           |                           |                           |                           |                           |                           |               |               |                                            |                                            |                                            |                                            |                                            |                                            |  |  |                                                 |                                                 |                                                 |                                                 |                                                 |                                                 |                                           |                                           |                                           |                                           |                                        |                                        |                                            |                                            |                                            |                                            |                                            |                                            |  |  |  |  |  |  |  |  |  |  |  |  |  |  |  |  |
|                                |                                |                                |                                |                                |                                |  |  |                                        |                                        |                                        |                                        |                                        |                                        |  |  |                           |                           |                           |                           |                           |                           |               |               |                                            |                                            |                                            |                                            |                                            |                                            |  |  |                                                 |                                                 |                                                 |                                                 |                                                 |                                                 |                                           |                                           |                                           |                                           |                                        |                                        |                                            |                                            |                                            |                                            |                                            |                                            |  |  |  |  |  |  |  |  |  |  |  |  |  |  |  |  |
| Clodulf († 697) évêque de Metz | Clodulf († 697) évêque de Metz | Clodulf († 697) évêque de Metz | Clodulf († 697) évêque de Metz | Clodulf († 697) évêque de Metz | Clodulf († 697) évêque de Metz |  |  | Ansegisel († 662) domestique           | Ansegisel († 662) domestique           | Ansegisel († 662) domestique           | Ansegisel († 662) domestique           | Ansegisel († 662) domestique           | Ansegisel († 662) domestique           |  |  |                           |                           |                           |                           | Begga († 693)             | Begga († 693)             | Begga († 693) | Begga († 693) | Begga († 693)                              | Begga († 693)                              |                                            |                                            |                                            |                                            |  |  |                                                 |                                                 |                                                 |                                                 | Grimoald (° v. 615 † 657) maire du palais       | Grimoald (° v. 615 † 657) maire du palais       | Grimoald (° v. 615 † 657) maire du palais | Grimoald (° v. 615 † 657) maire du palais | Grimoald (° v. 615 † 657) maire du palais | Grimoald (° v. 615 † 657) maire du palais |                                        |                                        | Gertrude (° v. 625 † 659) abbesse Nivelles | Gertrude (° v. 625 † 659) abbesse Nivelles | Gertrude (° v. 625 † 659) abbesse Nivelles | Gertrude (° v. 625 † 659) abbesse Nivelles | Gertrude (° v. 625 † 659) abbesse Nivelles | Gertrude (° v. 625 † 659) abbesse Nivelles |  |  |  |  |  |  |  |  |  |  |  |  |  |  |  |  |
| Clodulf († 697) évêque de Metz | Clodulf († 697) évêque de Metz | Clodulf († 697) évêque de Metz | Clodulf († 697) évêque de Metz | Clodulf († 697) évêque de Metz | Clodulf († 697) évêque de Metz |  |  | Ansegisel († 662) domestique           | Ansegisel († 662) domestique           | Ansegisel († 662) domestique           | Ansegisel († 662) domestique           | Ansegisel († 662) domestique           | Ansegisel († 662) domestique           |  |  |                           |                           |                           |                           | Begga († 693)             | Begga († 693)             | Begga († 693) | Begga († 693) | Begga († 693)                              | Begga († 693)                              |                                            |                                            |                                            |                                            |  |  |                                                 |                                                 |                                                 |                                                 | Grimoald (° v. 615 † 657) maire du palais       | Grimoald (° v. 615 † 657) maire du palais       | Grimoald (° v. 615 † 657) maire du palais | Grimoald (° v. 615 † 657) maire du palais | Grimoald (° v. 615 † 657) maire du palais | Grimoald (° v. 615 † 657) maire du palais |                                        |                                        | Gertrude (° v. 625 † 659) abbesse Nivelles | Gertrude (° v. 625 † 659) abbesse Nivelles | Gertrude (° v. 625 † 659) abbesse Nivelles | Gertrude (° v. 625 † 659) abbesse Nivelles | Gertrude (° v. 625 † 659) abbesse Nivelles | Gertrude (° v. 625 † 659) abbesse Nivelles |  |  |  |  |  |  |  |  |  |  |  |  |  |  |  |  |
|                                |                                |                                |                                |                                |                                |  |  |                                        |                                        |                                        |                                        |                                        |                                        |  |  |                           |                           |                           |                           |                           |                           |               |               |                                            |                                            |                                            |                                            |                                            |                                            |  |  |                                                 |                                                 |                                                 |                                                 |                                                 |                                                 |                                           |                                           |                                           |                                           |                                        |                                        |                                            |                                            |                                            |                                            |                                            |                                            |  |  |  |  |  |  |  |  |  |  |  |  |  |  |  |  |
|                                |                                |                                |                                |                                |                                |  |  |                                        |                                        |                                        |                                        |                                        |                                        |  |  |                           |                           |                           |                           |                           |                           |               |               |                                            |                                            |                                            |                                            |                                            |                                            |  |  |                                                 |                                                 |                                                 |                                                 |                                                 |                                                 |                                           |                                           |                                           |                                           |                                        |                                        |                                            |                                            |                                            |                                            |                                            |                                            |  |  |  |  |  |  |  |  |  |  |  |  |  |  |  |  |
|                                |                                |                                |                                |                                |                                |  |  | Pépin le Jeune († 714) maire du palais | Pépin le Jeune († 714) maire du palais | Pépin le Jeune († 714) maire du palais | Pépin le Jeune († 714) maire du palais | Pépin le Jeune († 714) maire du palais | Pépin le Jeune († 714) maire du palais |  |  | Grimo archevêque de Rouen | Grimo archevêque de Rouen | Grimo archevêque de Rouen | Grimo archevêque de Rouen | Grimo archevêque de Rouen | Grimo archevêque de Rouen |               |               | Clotilde Dode x Thierry III roi des Francs | Clotilde Dode x Thierry III roi des Francs | Clotilde Dode x Thierry III roi des Francs | Clotilde Dode x Thierry III roi des Francs | Clotilde Dode x Thierry III roi des Francs | Clotilde Dode x Thierry III roi des Francs |  |  | Childebert III l'Adopté († 662) roi d'Austrasie | Childebert III l'Adopté († 662) roi d'Austrasie | Childebert III l'Adopté († 662) roi d'Austrasie | Childebert III l'Adopté († 662) roi d'Austrasie | Childebert III l'Adopté († 662) roi d'Austrasie | Childebert III l'Adopté († 662) roi d'Austrasie |                                           |                                           | Vulfetrude († 669) abbesse Nivelles       | Vulfetrude († 669) abbesse Nivelles       | Vulfetrude († 669) abbesse Nivelles    | Vulfetrude († 669) abbesse Nivelles    | Vulfetrude († 669) abbesse Nivelles        | Vulfetrude († 669) abbesse Nivelles        |                                            |                                            |                                            |                                            |  |  |  |  |  |  |  |  |  |  |  |  |  |  |  |  |
|                                |                                |                                |                                |                                |                                |  |  | Pépin le Jeune († 714) maire du palais | Pépin le Jeune († 714) maire du palais | Pépin le Jeune († 714) maire du palais | Pépin le Jeune († 714) maire du palais | Pépin le Jeune († 714) maire du palais | Pépin le Jeune († 714) maire du palais |  |  | Grimo archevêque de Rouen | Grimo archevêque de Rouen | Grimo archevêque de Rouen | Grimo archevêque de Rouen | Grimo archevêque de Rouen | Grimo archevêque de Rouen |               |               | Clotilde Dode x Thierry III roi des Francs | Clotilde Dode x Thierry III roi des Francs | Clotilde Dode x Thierry III roi des Francs | Clotilde Dode x Thierry III roi des Francs | Clotilde Dode x Thierry III roi des Francs | Clotilde Dode x Thierry III roi des Francs |  |  | Childebert III l'Adopté († 662) roi d'Austrasie | Childebert III l'Adopté († 662) roi d'Austrasie | Childebert III l'Adopté († 662) roi d'Austrasie | Childebert III l'Adopté († 662) roi d'Austrasie | Childebert III l'Adopté († 662) roi d'Austrasie | Childebert III l'Adopté († 662) roi d'Austrasie |                                           |                                           | Vulfetrude († 669) abbesse Nivelles       | Vulfetrude († 669) abbesse Nivelles       | Vulfetrude († 669) abbesse Nivelles    | Vulfetrude († 669) abbesse Nivelles    | Vulfetrude († 669) abbesse Nivelles        | Vulfetrude († 669) abbesse Nivelles        |                                            |                                            |                                            |                                            |  |  |  |  |  |  |  |  |  |  |  |  |  |  |  |  |
|                                |                                |                                |                                |                                |                                |  |  |                                        |                                        |                                        |                                        |                                        |                                        |  |  |                           |                           |                           |                           |                           |                           |               |               |                                            |                                            |                                            |                                            |                                            |                                            |  |  |                                                 |                                                 |                                                 |                                                 |                                                 |                                                 |                                           |                                           |                                           |                                           |                                        |                                        |                                            |                                            |                                            |                                            |                                            |                                            |  |  |  |  |  |  |  |  |  |  |  |  |  |  |  |  |
|                                |                                |                                |                                |                                |                                |  |  |                                        |                                        |                                        |                                        |                                        |                                        |  |  |                           |                           |                           |                           |                           |                           |               |               |                                            |                                            |                                            |                                            |                                            |                                            |  |  |                                                 |                                                 |                                                 |                                                 |                                                 |                                                 |                                           |                                           |                                           |                                           |                                        |                                        |                                            |                                            |                                            |                                            |                                            |                                            |  |  |  |  |  |  |  |  |  |  |  |  |  |  |  |  |
|                                |                                |                                |                                |                                |                                |  |  | Charles Martel                         | Charles Martel                         | Charles Martel                         | Charles Martel                         | Charles Martel                         | Charles Martel                         |  |  | Bertrade de Prüm          | Bertrade de Prüm          | Bertrade de Prüm          | Bertrade de Prüm          | Bertrade de Prüm          | Bertrade de Prüm          |               |               | Clovis IV                                  | Clovis IV                                  | Clovis IV                                  | Clovis IV                                  | Clovis IV                                  | Clovis IV                                  |  |  | Childebert IV                                   | Childebert IV                                   | Childebert IV                                   | Childebert IV                                   | Childebert IV                                   | Childebert IV                                   |                                           |                                           | Clotaire IV                               | Clotaire IV                               | Clotaire IV                            | Clotaire IV                            | Clotaire IV                                | Clotaire IV                                |                                            |                                            |                                            |                                            |  |  |  |  |  |  |  |  |  |  |  |  |  |  |  |  |
|                                |                                |                                |                                |                                |                                |  |  | Charles Martel                         | Charles Martel                         | Charles Martel                         | Charles Martel                         | Charles Martel                         | Charles Martel                         |  |  | Bertrade de Prüm          | Bertrade de Prüm          | Bertrade de Prüm          | Bertrade de Prüm          | Bertrade de Prüm          | Bertrade de Prüm          |               |               | Clovis IV                                  | Clovis IV                                  | Clovis IV                                  | Clovis IV                                  | Clovis IV                                  | Clovis IV                                  |  |  | Childebert IV                                   | Childebert IV                                   | Childebert IV                                   | Childebert IV                                   | Childebert IV                                   | Childebert IV                                   |                                           |                                           | Clotaire IV                               | Clotaire IV                               | Clotaire IV                            | Clotaire IV                            | Clotaire IV                                | Clotaire IV                                |                                            |                                            |                                            |                                            |  |  |  |  |  |  |  |  |  |  |  |  |  |  |  |  |
|                                |                                |                                |                                |                                |                                |  |  |                                        |                                        |                                        |                                        |                                        |                                        |  |  | Caribert de Laon          |                           |                           |                           |                           |                           |               |               |                                            |                                            |                                            |                                            |                                            |                                            |  |  |                                                 |                                                 |                                                 |                                                 |                                                 |                                                 |                                           |                                           |                                           |                                           |                                        |                                        |                                            |                                            |                                            |                                            |                                            |                                            |  |  |  |  |  |  |  |  |  |  |  |  |  |  |  |  |
|                                |                                |                                |                                |                                |                                |  |  |                                        |                                        |                                        |                                        |                                        |                                        |  |  |                           |                           |                           |                           |                           |                           |               |               |                                            |                                            |                                            |                                            |                                            |                                            |  |  |                                                 |                                                 |                                                 |                                                 |                                                 |                                                 |                                           |                                           |                                           |                                           |                                        |                                        |                                            |                                            |                                            |                                            |                                            |                                            |  |  |  |  |  |  |  |  |  |  |  |  |  |  |  |  |
|                                |                                |                                |                                |                                |                                |  |  | Pépin le Bref                          | Pépin le Bref                          | Pépin le Bref                          | Pépin le Bref                          | Pépin le Bref                          | Pépin le Bref                          |  |  | Bertrade de Laon          | Bertrade de Laon          | Bertrade de Laon          | Bertrade de Laon          | Bertrade de Laon          | Bertrade de Laon          |               |               |                                            |                                            |                                            |                                            |                                            |                                            |  |  |                                                 |                                                 |                                                 |                                                 |                                                 |                                                 |                                           |                                           |                                           |                                           |                                        |                                        |                                            |                                            |                                            |                                            |                                            |                                            |  |  |  |  |  |  |  |  |  |  |  |  |  |  |  |  |
|                                |                                |                                |                                |                                |                                |  |  | Pépin le Bref                          | Pépin le Bref                          | Pépin le Bref                          | Pépin le Bref                          | Pépin le Bref                          | Pépin le Bref                          |  |  | Bertrade de Laon          | Bertrade de Laon          | Bertrade de Laon          | Bertrade de Laon          | Bertrade de Laon          | Bertrade de Laon          |               |               |                                            |                                            |                                            |                                            |                                            |                                            |  |  |                                                 |                                                 |                                                 |                                                 |                                                 |                                                 |                                           |                                           |                                           |                                           |                                        |                                        |                                            |                                            |                                            |                                            |                                            |                                            |  |  |  |  |  |  |  |  |  |  |  |  |  |  |  |  |
|                                |                                |                                |                                |                                |                                |  |  |                                        |                                        |                                        |                                        |                                        |                                        |  |  |                           |                           |                           |                           |                           |                           |               |               |                                            |                                            |                                            |                                            |                                            |                                            |  |  |                                                 |                                                 |                                                 |                                                 |                                                 |                                                 |                                           |                                           |                                           |                                           |                                        |                                        |                                            |                                            |                                            |                                            |                                            |                                            |  |  |  |  |  |  |  |  |  |  |  |  |  |  |  |  |
|                                |                                |                                |                                |                                |                                |  |  |                                        |                                        |                                        |                                        | Charlemagne                            |                                        |  |  |                           |                           |                           |                           |                           |                           |               |               |                                            |                                            |                                            |                                            |                                            |                                            |  |  |                                                 |                                                 |                                                 |                                                 |                                                 |                                                 |                                           |                                           |                                           |                                           |                                        |                                        |                                            |                                            |                                            |                                            |                                            |                                            |  |  |  |  |  |  |  |  |  |  |  |  |  |  |  |  |

### Articles liés
- Ville d'Andenne en Région Wallonne, Belgique
- L'Institut Sainte-Begge